# Adolf Marschall von Bieberstein
Adolf Boguslaw Marschall von Bieberstein (Karlsruhe, 12 ottobre 1842 – Badenweiler, 24 settembre 1912) è stato un politico tedesco.
Apparteneva ad una famiglia dell'alta nobiltà del Baden, la famiglia baronale Marschall von Bieberstein e suo nonno era stato il ministro delle finanze di Federico Guglielmo III di Prussia, Ernst Franz Ludwig Marschall von Bieberstein.
Crebbe in un ambiente colto e riformatore, fedele alle idee liberali, ma anche assertore di un profondo attaccamento alla monarchia; studiò legge alle università di Friburgo in Brisgovia e Heidelberg, laureandosi con il massimo dei voti e frequentò il Corpo studentesco Suevia. Entrò presto nella carriera politica, e si candidò per i liberali alle elezioni del Baden, divenendo assessore a Mosbach e poi borgomastro di Mannheim. Fu poi deputato alla Camera dei Comuni del Baden, e si alleò con un gruppo di riformatori che appoggiavano la politica imperialista di Otto von Bismarck, e fu nominato nel 1883 rappresentante del granducato di Baden presso il parlamento prussiano.
Con la caduta in disgrazia di Bismarck, Marschall von Bieberstein si legò ai moderati di Leo von Caprivi e poi appoggiò la nomina di cancelliere di Chlodwig zu Hohenlohe-Schillingsfürst, ricoprendo l'incarico di ministro degli esteri in entrambi i ministeri. Fu poi ambasciatore tedesco a Costantinopoli e appoggiò la politica filo-inglese e quindi fu anche ambasciatore a Londra, dove intrattenne una serie di amichevoli rapporti con la corte britannica, sostenendo di poter creare un impero anglo-tedesco in Africa e di supremazia mondiale delle due potenze, consentendo delle buone condizioni di pace all'Europa, pur sostenendo in questo modo una posizione nazionalista e imperialista. Caduto in disgrazia presso Guglielmo II come il suo antico protettore Bismarck, si ritirò a vita privata scomparendo dalla scena politica europea.